# Eleocharis contracta
Eleocharis contracta är en halvgräsart som beskrevs av Paul Jean Baptiste Maury och Marc Micheli. Eleocharis contracta ingår i släktet småsäv, och familjen halvgräs. Inga underarter finns listade i Catalogue of Life.